# Мікроліт (мінерал)

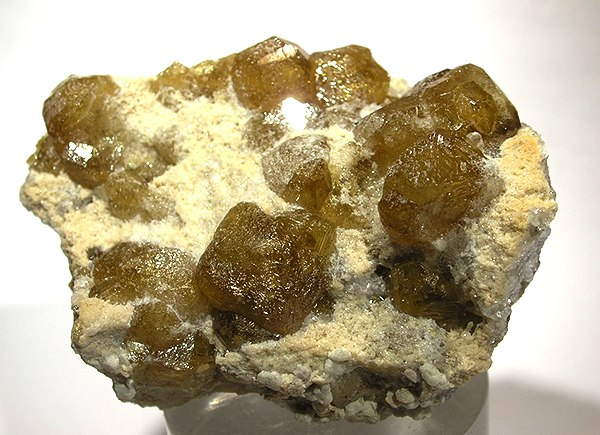
Мікроліт

Мікроліт — мінерал, танталистий різновид ряду мікроліт-пірохлор.

### Загальний опис
Хімічна формула: CaNaTa2O6(F, OH). Склад у % (з родов. Івеланд, Норвегія): CaO — 10,48; Na2O — 3,26; Ta2O5 — 73,72; H2O — 2,78. Домішки: UO2 (4,21); ZrO2 (4,55); FeO (2,77); TiO2 (1,58); Ce2O3 (0,50); MgO (0,34).
Сингонія кубічна. Гексоктаедричний вид. Звичайно метаміктний. Утворює дрібні октаедричні кристали, включення у вигляді зерен. Двійники рідкісні. Спайність по (111) ясна. Густина 5,5. Твердість 5,5-6,0. Колір світло-жовтий до бурого, іноді гіацинтово-червоний, зелений. Риса блідо-жовта, бурувата. Блиск скляний або смолистий. Крихкий. Злам майже раковистий. Ізотропний. Зустрічається в гранітних пегматитах і метасоматично змінених гранітах. Дуже рідкісний.
Знахідки: Ельба (Італія), Утьо (Норвегія), Честерфілд (штат Массачусетс, США), Забайкалля (РФ), Казахстан.
Від мікро… й грецьк. «літос» — камінь (Ch.U.Shepard, 1835).
Синоніми: гаддаміт, метасімпсоніт.

### Різновиди
Розрізняють:
- мікроліт баріїстий (різновид мікроліту з родов. Ші-Шіко в Бразилії, який містить до 5 % ВаО);
- мікроліт бісмутистий (різновид мікроліту, який містить 3,25 % Ві2О3); мікроліт залізистий (різновид мікроліту, який містить до 10 % FeO);
- мікроліт залізний (різновид мікроліту, який містить до 10 % Fe2O3);
- мікроліт ніобіїстий (різновид мікроліту, який містить 43,5 % Nb2O5, з пров. Наталь у Півд.-Африк. Республіці);
- мікроліт свинцевистий (різновид мікроліту, який містить до 27,78 % PbO);
- мікроліт титановий (різновид мікроліту, який містить до 14 % ТіО2);
- мікроліт уранистий (різновид мікроліту, який містить до 4,21 % UO2).

## Мікрокристали
- 2) Мікролі́ти (mikros - «малий» і lithos - «камінь»; рос. микролиты; англ. microlites; нім. Mikrolithe m pl) - у мінералогії, дуже дрібні голчасті або пластинкоподібні мікрокристали, які зустрічаються в основній масі виливної породи. Мікроліти протиставляються більш крупним і раннім вкрапленикам вулканічних гірських порід і кристалітам, тобто найдрібнішим зародковим кристалоутворенням, які являють собою продукт розкристалізації вулканічного скла. Мінеральний склад мікролітів визначається складом породи.